# Johannes Kai
Johannes Kai, eigentlich Hanns Wiedmann (* 13. Oktober 1912 in Kairo; † 3. Oktober 1999) war ein deutscher Schriftsteller, Drehbuchautor und Filmregisseur.

## Leben

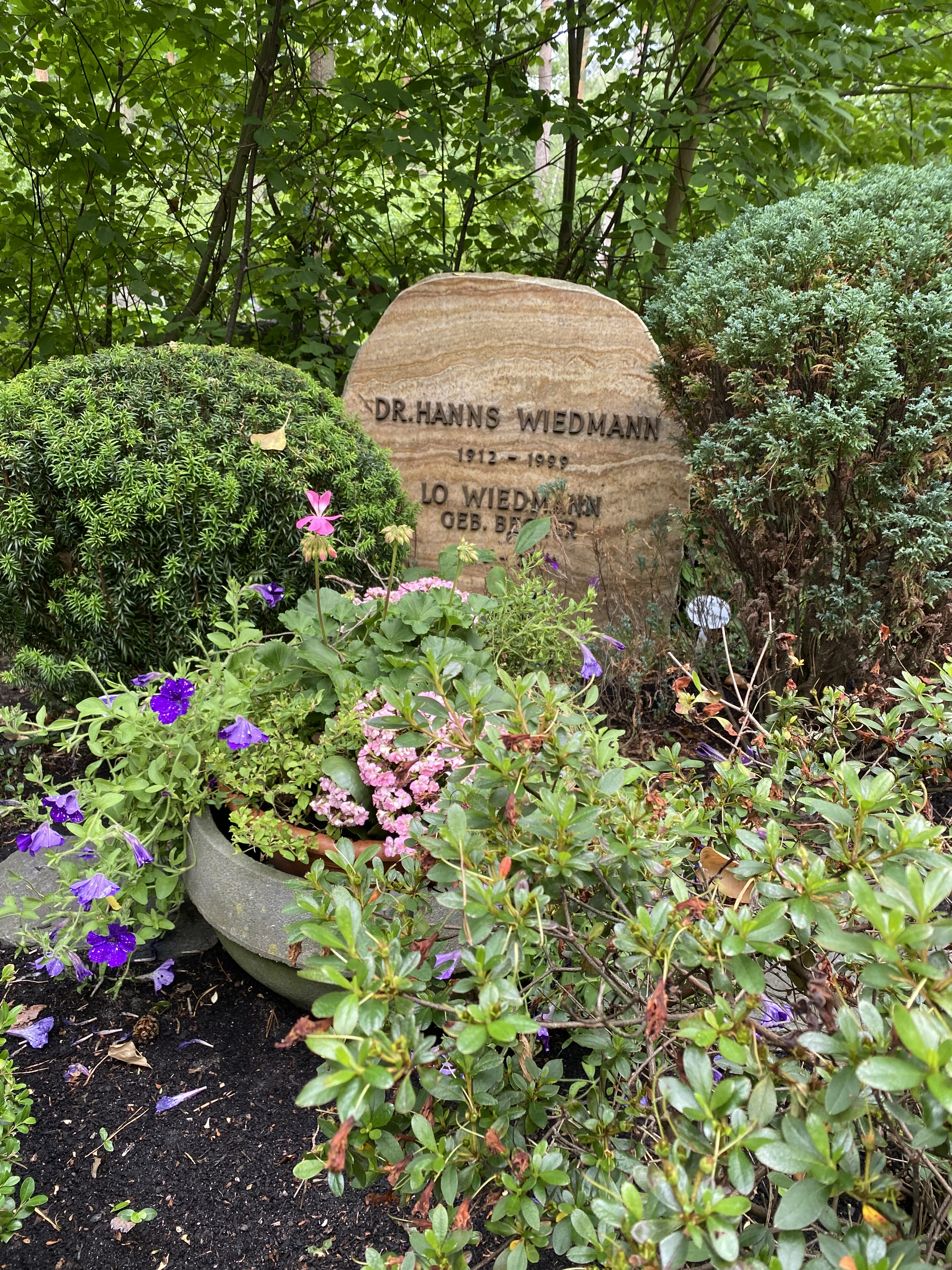
Grabstätte auf dem Waldfriedhof Zehlendorf

Hanns Wiedmann wurde 1936 an der Universität München zum Dr. phil. promoviert. Er verfasste zunächst Romane und Erzählungen vorwiegend militärischen Inhalts. Nach Kriegsende bekam er von der Zeitschrift Revue einen Auftrag für eine Fortsetzungsgeschichte und da er wegen seiner Vergangenheit in der Zeit des Nationalsozialismus nicht unter seinem Namen schreiben durfte, wählte er in Anlehnung an seinen Geburtsort Kairo das Pseudonym Johannes Kai.
Anfang der 1950er Jahre wechselte er zum Film und schrieb meist in Zusammenarbeit mit Kollegen Drehbücher zu Unterhaltungsfilmen, besonders Heimatfilmen. Er verfasste auch den ersten Entwurf für den Karl-May-Film Die Sklavenkarawane und führte Co-Regie bei dessen Fortsetzung Der Löwe von Babylon.
Zu Beginn der 1960er Jahre schlug ihn Constantin Film für die Erweiterung des Autorenstamms der Edgar-Wallace-Filme vor. Gerhard F. Hummel beauftragte ihn, vier Wallace-Romane zu adaptieren: Der Banknotenfälscher, Die Tür mit den sieben Schlössern, Das Verrätertor und Der schwarze Abt.
Kai hatte ungenannt auch einen beträchtlichen Anteil an den ersten Winnetou-Filmen. In Waldfried Barthels Ferienhaus in Garmisch-Partenkirchen erarbeitete er zusammen mit Hummel in mehrwöchigen Klausuren die ersten Handlungsentwürfe für Der Schatz im Silbersee, Winnetou 1. Teil und Winnetou 2. Teil.
Seine Grabstätte befindet sich auf dem Waldfriedhof Zehlendorf (Feld 036-317).

## Veröffentlichungen (als Hanns Wiedmann)
- 1937: Bayer und Weltkrieg im Spiegel von Kriegsblättern. Eine zeitungswissenschaftliche und psychologische Studie (= Dissertation)
- 1938: Fieber am Pangani. Roman
- 1939: Solang da drunt' am Platzl…
- 1940: Wir zogen gegen Polen. Kriegserinnerungswerk des VII. Armeekorps
- ca. 1940: Münchener Bunker-Magazin. Für die Kameraden der Hausdivision
- 1941: Die grüne Hölle von Inor. Nach Truppenberichten. München, Zentralverlag der NSDAP 1941
- 1942: Die schwarze Eskorte. Eine Erzählung
- 1943: Landser, Tod und Teufel. Aufzeichnungen aus dem Feldzug im Osten
- 1949 (mit Hans Ludwig Held): München. Ein kurzer Ausflug durch 8 Jahrhunderte
- 1949: (als Johannes Kai): Julika sucht Romeo. Eine ziemlich verzwickte Geschichte von großen Gaunern, schönen Frauen und verliebten Polizisten

## Drehbücher (als Johannes Kai)
- 1938: München (Kurzdokumentarfilm)
- 1950: Liebe auf Eis
- 1950: Kronjuwelen
- 1951: Das ewige Spiel
- 1952: Heimatglocken
- 1952: Stille Nacht, heilige Nacht
- 1953: Die Mühle im Schwarzwäldertal
- 1954: Das Kreuz am Jägersteig
- 1954: München – Bilder einer Stadt (als Hanns Wiedmann)
- 1955: Der Fischer vom Heiligensee
- 1955: Das Forsthaus in Tirol
- 1955: Das Erbe vom Pruggerhof
- 1956: Hilfe – sie liebt mich!
- 1956: Heiße Ernte
- 1957: Harte Männer, heiße Liebe (La ragazza della salina)
- 1957: Flucht in die Tropennacht
- 1957: Liebe, wie die Frau sie wünscht
- 1957: Jägerblut
- 1958: Alle Sünden dieser Erde
- 1959: Sehnsucht hat mich verführt
- 1959: Heiße Ware
- 1959: Der Löwe von Babylon (auch Co-Regie)
- 1960: Flitterwochen in der Hölle (auch Regie)
- 1960: Die Insel der Amazonen
- 1961: Der Teufel spielte Balalaika
- 1961: Treibjagd auf ein Leben
- 1961: Das Mädchen mit den schmalen Hüften (nur Regie)
- 1961: Der Fälscher von London
- 1962: Liebe, Krach und Himmelbett (auch Regie)
- 1962: Die Tür mit den sieben Schlössern
- 1962: Ohne Krimi geht die Mimi nie ins Bett
- 1963: Der schwarze Panther von Ratana
- 1963: Die Flußpiraten vom Mississippi
- 1963: Der schwarze Abt
- 1964: Die Diamantenhölle am Mekong
- 1966–1967: Ferien in Lipizza (13 Folgen, auch Regie, als Hanns Wiedmann)
- 1988–1989: Meister Eder und sein Pumuckl (26 Folgen)